# トライコプター

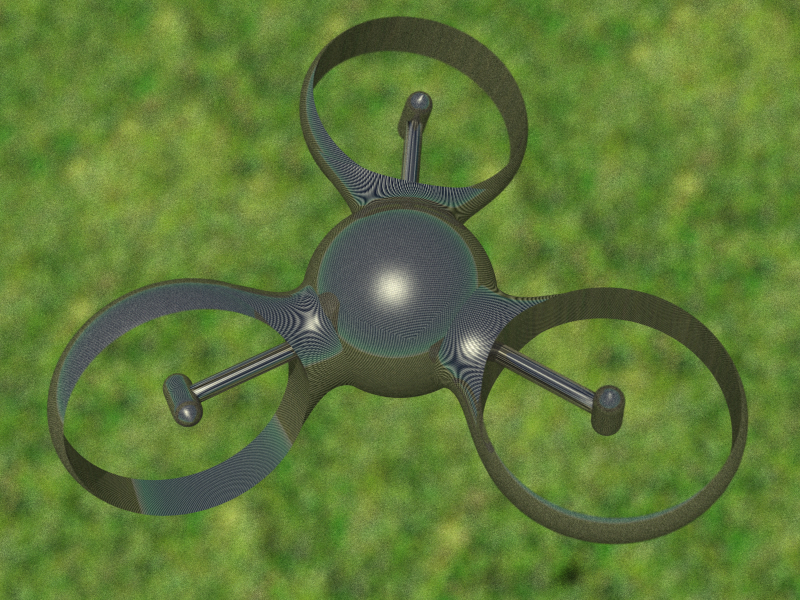
トライコプター

トライコプター（英: tricopter）は、離陸・推進に3つの回転翼を用いる、航空機（マルチコプター）の一種である。

## 概要
トライコプターは3つの回転翼で揚力を生み出すため、回転翼機に分類され、狭義にはマルチローター機に分類されることもある。また、標準的なヘリコプターには似ていないものの、回転翼を用いるため、ヘリコプターに分類されることもある。 クァッドコプターでは固定ピッチの回転翼の回転数を変えて、発生する推力とトルクを変更することにより制御するものが多いが、トライコプターでは可変ピッチ回転翼によって推力を変更して制御するタイプが多い。
有人機タイプ
歴史的に3回転翼ヘリコプターは、3発エンジン固定翼機と類似の思考で、要求性能に対しローター強度やエンジン出力が不足という場合の選択肢として、ヘリコプター実用化初期のシエルバ W.11や、Mi-32として開発事例が存在するが、実用化に到ったものは無い。
小型ドローンの技術から逆に有人機へスピンオフが試みられている21世紀現在では、空中バイクとして開発が行われている例がある。

## 特徴
トライコプターの特徴として、ローターの反トルクを相殺しきれず機体が回転する場合があるが、ローターの角度を制御し横向きの力を発生させて反トルクを相殺する方法や、各ローターを二重反転ローター化する方法がある。